# Neivamyrmex adnepos
Neivamyrmex adnepos är en myrart som beskrevs av Wheeler 1922. Neivamyrmex adnepos ingår i släktet Neivamyrmex och familjen myror. Inga underarter finns listade i Catalogue of Life.